# CSN 2012
CSN 2012 is een muziekbox van Crosby, Stills & Nash uit 2012. Het bestaat uit twee cd's en nog een dvd die dezelfde nummers bevat.
Het album werd rond 43 jaar na de oprichting van het trio opgenomen. In dit werk zijn nog steeds de hoge registers in de harmoniezang te horen, al worden de hoogste tonen niet meer bereikt. De heren waren op dit moment alle drie achter in de zestig en volgens een recensie in AllMusic is vooral het stemgeluid van Stills nogal korrelig.
Het is een livealbum met opnames van hun tournee uit 2012. Het bestaat vooral uit standaardwerk, de cover Girl from the north country van Dylan en enkele nieuwe liedjes, waaronder het politiek gemotiveerde Almost gone (The ballad of Bradley Manning) van Nash.

## Dubbel-cd en dvd
De volgorde van de nummers is gelijk op de dubbel-cd en de dvd. Verder is er nog een disc meegeleverd met daarop gesprekken met het trio en met de crew.

### Disc 1
| Nr. | Titel              | Schrijver(s)                                              | Duur  |
| --- | ------------------ | --------------------------------------------------------- | ----- |
| 1.  | Carry on/Questions | Stephen Stills                                            | 8:43  |
| 2.  | Marrakesh Express  | Graham Nash                                               | 3:44  |
| 3.  | Long time gone     | David Crosby                                              | 6:30  |
| 4.  | Military madness   | Graham Nash                                               | 4:16  |
| 5.  | Southern cross     | Richard en Michael Curtis (Crazy Horse) en Stephen Stills | 5:09  |
| 6.  | Lay me down        | James Raymond                                             | 5:08  |
| 7.  | Almost gone        | Graham Nash en James Raymond                              | 4:33  |
| 8.  | Wasted on the way  | Graham Nash                                               | 3:33  |
| 9.  | Radio              | David Crosby                                              | 3:48  |
| 10. | Bluebird           | Stephen Stills                                            | 7:18  |
| 11. | Déjà vu            | David Crosby                                              | 13:18 |
| 12. | Wooden ships       | David Crosby, Stephen Stills en Paul Kantner              | 10:40 |

### Disc 2
| Nr. | Titel                       | Schrijver(s)   | Duur |
| --- | --------------------------- | -------------- | ---- |
| 1.  | Helplessly hoping           | Stephen Stills | 5:02 |
| 2.  | In your name                | Graham Nash    | 5:06 |
| 3.  | Girl from the north country | Bob Dylan      | 4:51 |
| 4.  | As I come of age            | Stephen Stills | 4:09 |
| 5.  | Guinnevere                  | David Crosby   | 7:01 |
| 6.  | Johnny's garden             | Stephen Stills | 5:22 |
| 7.  | So begins the task          | Stephen Stills | 4:03 |
| 8.  | Cathedral                   | Graham Nash    | 7:58 |
| 9.  | Our house                   | Graham Nash    | 3:46 |
| 10. | Love the one you're with    | Stephen Stills | 7:14 |
| 11. | For what it's worth         | Stephen Stills | 5:55 |
| 12. | Teach your children         | Graham Nash    | 5:06 |
| 13. | Suite: Judy blue eyes       | Stephen Stills | 9:20 |

David Crosby · Stephen Stills · Graham Nash · Neil Young